# Општина Сапока (Бузау)
Сапока (рум. Săpoca) општина је у Румунији у округу Бузау.
Општина се налази на надморској висини од 139 m.